# Лукуледи
Лукуледи (англ. Lukuledi) — река в Танзании, впадает в Индийский океан, протекает по территории областей Линди и Мтвара на юго-востоке страны.
Длина реки составляет более 160 км. Площадь бассейна равняется 12950 км². Годовой объём стока наносов с квадратного километра водосбора — 2,5 м³.
Лукуледи начинается около горы Наматумбуси (высотой 466 м) к северо-западу от одноимённого населённого пункта. Течёт в основном на северо-восток, большей частью вдоль границы областей. В среднем течении разделяет плато Рондо и плато Маконде. В устье образует эстуарий, расширяющийся в бухту Линди около города Линди.
Основные притоки (от истока): Начингвеа (левый), Лувега (левый), Нангау (правый), Махива (левый), Ньянгеди (левый), Кухеру (правый).